# Habropogon namibiensis
Habropogon namibiensis är en tvåvingeart som beskrevs av Jason Gilbert Hayden Londt 1999. Habropogon namibiensis ingår i släktet Habropogon och familjen rovflugor. Inga underarter finns listade i Catalogue of Life.